# Hydraecia mongoliensis
Hydraecia mongoliensis là một loài bướm đêm trong họ Noctuidae.